# Angle nord-ouest du Minnesota

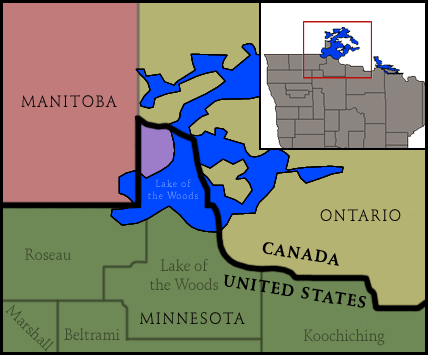
En violet la partie du Minnesota enclavée entre le Manitoba, l'Ontario et le lac des Bois.

L'Angle nord-ouest du Minnesota (en anglais, Northwest Angle ou simplement the Angle) est une partie du territoire du Minnesota, aux États-Unis. Si l'on excepte l'Alaska, ce territoire constitue le point le plus au nord des États-Unis ainsi que la plus grande exclave du pays.
L'Angle nord-ouest est situé au nord du 49e parallèle qui constitue la frontière entre le Canada et les États-Unis sur une majeure partie de leur territoire. Comme l'Alaska et Point Roberts (État de Washington), il n'y a pas de continuité territoriale terrestre américaine et l'Angle nord-ouest ne peut être atteint qu'en traversant le Canada (par voie terrestre) ou le lac des Bois (par voie lacustre).

## Histoire
Le traité de Paris, signé le 3 septembre 1783 et mettant un terme à la guerre d'indépendance des États-Unis, précise dans son article 2 les frontières entre les possessions britanniques et le nouvel État :
« And that all disputes which might arise in future on the subject of the boundaries of the said United States may be prevented, it is hereby agreed and declared, that the following are and shall be their boundaries: [...] thence through the middle of said Long Lake and the water communication between it and the Lake of the Woods, to the said Lake of the Woods; thence through the said lake to the most northwesternmost point thereof, and from thence on a due west course to the river Mississippi; thence by a line to be drawn along the middle of the said river Mississippi until it shall intersect the northernmost part of the thirty-first degree of north latitude... »
En français :
« Et afin de pouvoir éviter toutes disputes qui surgiraient à l'avenir au sujet des frontières desdits États-Unis, il est par les présentes convenu et arrêté que lesdites frontières sont et seront comme suit, à savoir : [...] puis par le milieu dudit lac Long et la communication par eau entre lui et le lac des Bois audit lac des Bois ; de là à travers ledit lac à son point le plus au nord-ouest, et de là sur un cours de direction ouest jusqu'à la rivière Mississippi ; de là par une ligne à tirer suivant le milieu de ladite rivière Mississippi jusqu'à ce qu'elle coupe la partie la plus septentrionale du 31e degré de latitude nord... »
Les signataires ne se doutaient pas à l'époque que le Mississippi prenait sa source dans le lac Itasca, bien au sud du point du lac le plus au nord-ouest, créant ainsi une anomalie géographique. Cette erreur provient de l'usage, pendant le traité, de la carte de Mitchell, sur laquelle le Mississippi avait un cours bien plus long.
Cette anomalie fut corrigée par le traité de 1818, signé entre les États-Unis et le Royaume-Uni, qui fixa la frontière telle qu'elle existe aujourd'hui : partant du point le plus au nord-ouest du lac, elle descend plein sud jusqu'au 49e parallèle, qu'elle suit ensuite vers l'ouest.
La sécession d'avec les États-Unis et le rattachement au Canada ont été proposés par les habitants.
Le 30 décembre 2018, une pétition demandant la restitution de l'Angle au Canada a été publiée sur le site de la Maison Blanche dans le cadre du programme We the People (système de pétition) (en),.

## Aujourd'hui
Cent cinquante-deux personnes formant un hameau de 71 foyers vivent aujourd'hui dans l'enclave, d'après le recensement de 2000.
Il n'y a pas de contrôle douanier à la frontière : les voyageurs ont un téléphone à leur disposition s'ils souhaitent faire une déclaration à l'une ou l'autre des administrations douanières. Il existe aussi une école pour la dizaine d'enfants du territoire. Néanmoins, la vie quotidienne des habitants est relativement compliquée.